# جوناثان ماير (لاعب كرة قدم)
جوناثان ماير (بالألمانية: Jonathan Meier) هو لاعب كرة قدم ألماني، ولد في 11 نوفمبر 1999 في ميونخ في ألمانيا.

## وصلات خارجية
- جوناثان ماير (لاعب كرة قدم) على موقع الاتحاد الأوربي (الإنجليزية)
- جوناثان ماير (لاعب كرة قدم) على موقع قاعدة بيانات كرة القدم.إي يو (الإنجليزية)
- جوناثان ماير (لاعب كرة قدم) على موقع بيانات كرة القدم. دي إي (الألمانية)
- جوناثان ماير (لاعب كرة قدم) على موقع Soccerbase.com (لاعب) (الإنجليزية)
- جوناثان ماير (لاعب كرة قدم) على موقع Soccerway.com (الإنجليزية)
- جوناثان ماير (لاعب كرة قدم) على موقع عالم كرة القدم.نت (الإنجليزية)